# Campionati del mondo di ciclismo su strada 1962

Francobollo emesso dalle Poste Italiane

I Campionati del mondo di ciclismo su strada 1962 si disputarono a Salò in Italia il 2 settembre 1962. In questa edizione fu introdotta la cronometro a squadre, riservata alla categoria uomini dilettanti.
Furono assegnati quattro titoli:
- Prova in linea Donne, gara di 64 km
- Prova in linea Uomini Dilettanti, gara di 179,300 km
- Cronometro a squadre Uomini Dilettanti, gara di 100 km
- Prova in linea Uomini Professionisti, gara di 296,000 km

## Storia
Il mondiale del 1962 vide come principale pretendente il belga Rik Van Looy, alla ricerca del terzo titolo consecutivo e su cui le altre selezioni avevano improntato la corsa. Quando però a pochi giri dalla fine una fuga si staccò dal gruppo principale, nessuno dei big cercò di riassorbire il tentativo. Il francese Jean Stablinski arrivò solo al traguardo, staccando di oltre un minuto Seamus Elliott e Joseph Hoevenaers. Su sessantanove corridori partiti, trentasei conclusero la prova.
La selezione italiana dominò le gare della categoria dilettanti, tornando a vincere il titolo nella corsa in linea con Renato Bongioni e aggiudicandosi la prima cronometro a squadre iridata con Mario Maino, Antonio Tagliani, Dino Zandegù e Danilo Grassi. Tripletta del Belgio invece nella gara femminile, in cui si impose Marie-Rose Gaillard, davanti a Yvonne Reynders, argento dopo i due successi del 1959 e 1961, e Marie-Thérèse Naessens.

## Medagliere
| Pos.   | Nazione     | Oro | Argento | Bronzo | Totale |
| ------ | ----------- | --- | ------- | ------ | ------ |
| 1      | Italia      | 2   | 0       | 0      | 2      |
| 2      | Belgio      | 1   | 1       | 2      | 4      |
| 3      | Francia     | 1   | 0       | 0      | 1      |
| 4      | Danimarca   | 0   | 2       | 0      | 2      |
| 5      | Irlanda     | 0   | 1       | 0      | 1      |
| 6      | Uruguay     | 0   | 0       | 1      | 1      |
| 6      | Paesi Bassi | 0   | 0       | 1      | 1      |
| Totale | Totale      | 4   | 4       | 4      | 12     |

## Sommario degli eventi
| Eventi                        | Oro                                     | Tempo                      | Argento                                       | Tempo   | Bronzo                                     | Tempo   |
| Uomini Professionisti         |                                         |                            |                                               |         |                                            |         |
| Gara in linea dettagli        | Jean Stablinski Francia                 | 7h43'11" Media 38,374 km/h | Seamus Elliott Irlanda                        | a 1'22" | Jos Hoevenaers Belgio                      | a 1'44" |
| Uomini Dilettanti             |                                         |                            |                                               |         |                                            |         |
| Gara in linea dettagli        | Renato Bongioni Italia                  | 4h30'50" Media 39,726 km/h | Ole Ritter Danimarca                          | a 9"    | Arie Den Hartog Paesi Bassi                | a 12"   |
| Cronometro a squadre dettagli | Italia Maino, Tagliani, Zandegù, Grassi | 2h28'48" Media 45,403 km/h | Danimarca Ritter, Bangsburg, Twilling, Kroier | a 2'08" | Uruguay Etchebarne, Timon, Cencic, Pezzati | a 2'24" |
| Donne                         |                                         |                            |                                               |         |                                            |         |
| Gara in linea dettagli        | Marie-Rose Gaillard Belgio              | 1h53'56" Media 33,914 km/h | Yvonne Reynders Belgio                        | a 2'31" | Marie-Thérèse Naessens Belgio              | a 2'31" |